# Secretaria de Estado de Obras e Infraestrutura do Distrito Federal
| Secretaria de Estado de Obras e Infraestrutura do Distrito Federal                                                        |                          |
| Setor de Áreas Públicas, lote B, Bloco A15, EPIA dentro do complexo da NOVACAP – CEP: 71215-000 https://www.so.df.gov.br/ |                          |
| Atual secretário | Valter Casimiro Silveira |

A Secretaria de Estado de Obras e Infraestrutura é um dos órgãos da administração direta do Governo do Distrito Federal, no Brasil. Tem como atribuições os projetos, a execução e a fiscalização das obras públicas, bem como a recuperação de equipamentos e serviços públicos.

## Ligações Externas
- «Governo do Distrito Federal»
- «Sec. Obras e Infra.»
- Governo no Facebook
- Governo no X